# Acorn Rock
Der Acorn Rock (von englisch acorn ‚Eichel‘) ist eine 20 m hohe Klippe vor dem westlichen Ende Südgeorgiens. In der Gruppe der Willis-Inseln ragt der Felsen 550 m nordwestlich von Main Island aus dem Südatlantik.
Die Besatzung des britischen Forschungsschiffs HMS Owen, die zwischen 1960 und 1961 in diesem Gebiet tätig war, gab ihm seinen deskriptiven Namen.